# Acneus beeri
Acneus beeri is een keversoort uit de familie keikevers (Psephenidae). De wetenschappelijke naam van de soort werd in 1961 gepubliceerd door Melville Harrison Hatch.